# 豁儿赤
豁儿赤（秘史记音：中豁舌儿赤），尼伦蒙古八邻部萨满，蒙古第4位开国功臣（千户）。成吉思汗手下知名的說客、外交家，為人十分好色。
豁儿赤最初依附于札木合，后率领篾年巴阿邻部归服成吉思汗，跟随成吉思汗统一蒙古各部。1206年蒙古帝国建立后，成吉思汗封其为镇守林木中百姓的万户长，管理八邻部三个千户以及阿答儿斤、赤那思、脱额列思、帖良古惕等部落，其辖地在也儿的石河流域。此外成吉思汗还赐其“别乞”（长老）称号，令其执掌萨满教事宜。后来豁儿赤因到秃馬惕强索美女而被当地人抓获。1217年秃马惕平定后被救回，成吉思汗还赐其三十名秃马惕妇女以完成他的心愿。

## 延伸阅读
[在维基数据编辑]
 《新元史/卷125》，出自柯劭忞《新元史》